# Томлин, Брэдли Уолкер
Брэдли Уолкер Томлин (англ. Bradley Walker Tomlin; 1899, Нью-Йорк — 1953, Нью-Йорк) — американский художник, представитель абстрактного экспрессионизма.

## Биография
Томлин учился в Сиракузском университете и в Колледже изящных искусств в Нью-Йорке. Затем посещал Академию Коларосси и Академию де ла Гранд Шомьер в Париже с 1923 по 1924 год. 
В его первых работах различимы элементы кубизма, с которым он познакомился во время своих многочисленных поездок в Париж. Только в 1940-е годы Томлин разрабатывает свой индивидуальный стиль: ритмические композиции, в которых неустойчивые строения из разноцветных нитей весьма чувственно балансируют настроениями краски и формы. В картине «Номер 10» (Number 10, 1952-1953) — одной из последних своих крупноформатных работ — равновесие знаков выражено чёткой равномерностью изображённого. Этот геометризм, впрочем, Томлин впоследствии меняет на более свободную композицию.